# نيك ريتشي
نيك ريتشي هو لاعب هوكي الجليد كندي، ولد في 3 يونيو 1959.

## وصلات خارجية
- نيك ريتشي على موقع دوري الهوكي الوطني (الإنجليزية)
- نيك ريتشي على موقع EliteProspects.com (الإنجليزية)
- نيك ريتشي على موقع HockeyDB.com (الإنجليزية)
- نيك ريتشي على موقع Hockey-Reference.com (الإنجليزية)